# Distritos de Nièvre
Hay tres distritos en el departamento Nièvre. Los departamentos franceses se dividen en distritos (arrondissements); los distritos se dividen en cantones y en comunas.

Los 4 distritos de Nièvre.

Los distritos del departamento Yonne son:
| Código INSEE | Distrito               | Chef-lieu              | Población (2012) | Área (km²) | Densidad (hab./km²) | Cantones | Comunas |
| ------------ | ---------------------- | ---------------------- | ---------------- | ---------- | ------------------- | -------- | ------- |
| 581          | Château-Chinon (Ville) | Château-Chinon (Ville) | 26.337           | 1929,1     | 13,7                | 6        | 72      |
| 582          | Clamecy                | Clamecy                | 25.610           | 1464       | 17,5                | 6        | 93      |
| 584          | Cosne-Cours-sur-Loire  | Cosne-Cours-sur-Loire  | 44.972           | 1403,3     | 32                  | 7        | 64      |
| 583          | Nevers                 | Nevers                 | 119.867          | 2020,3     | 59,3                | 13       | 83      |

## Historia
El departamento de Nièvre ha tenido, desde su creación, los siguientes cambios en su división política:
- 1790 - Creación del departamento con nueve distritos: Nevers, Saint-Pierre-le-Moutier, Decize, Moulins-Engilbert, Château-Chinon, Corbigny, Clamecy, Cosne y La Charité; Nevers fue seleccionada como prefectura del departamento.
- 1800 - Los nueve distritos fueron cambiados a cuatro arrondissements: Nevers, Château-Chinon, Clamecy y Cosne.
- 1926 - El distrito de Cosne fue eliminado pero en 1943 volvió a ser un distrito del departamento. Posteriormente, su nombre fue cambiado a Cosne-sur-Loire y, finalmente, a Cosne-Cours-sur-Loire.